# Kärntnerische Eisen- und Stahlwerke
Die Kärntnerischen Eisen- und Stahlwerke (KESTAG) waren ein Eisen- und Stahl produzierendes Unternehmen im österreichischen Ferlach.

## Geschichte

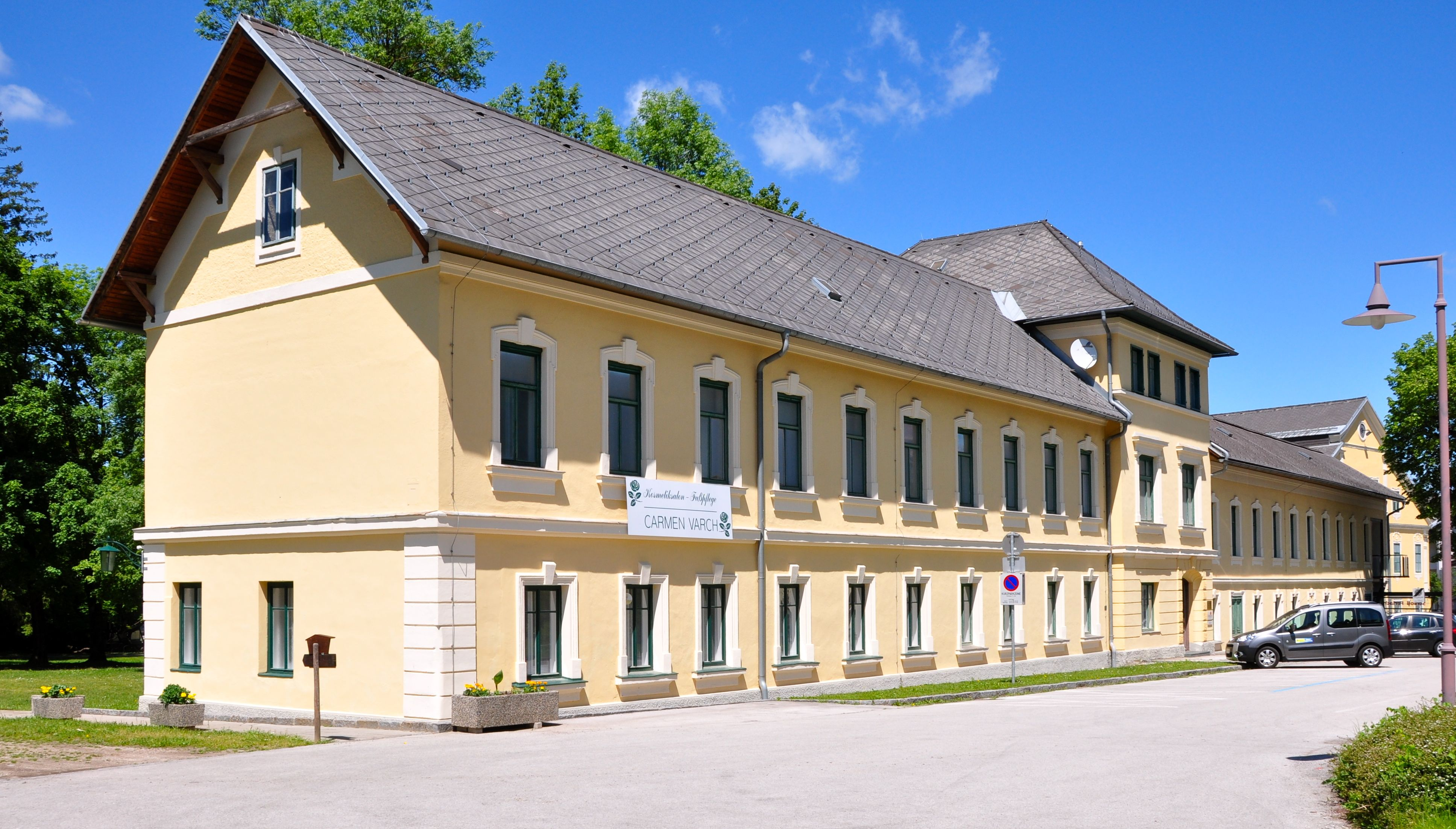
Ehemaliges Verwaltungsgebäude der KESTAG in Ferlach

Die Anfänge des Unternehmens reichen bis ins Jahr 1650 zurück, nach und nach wurde Ferlach ein Zentrum des Drahtzugs. Unter Gustav Voigt und seinem Neffen Alfred erfolgte der Ausbau der Fabrik und die Gründung der Kärntnerischen Eisen- und Stahlwerks-Gesellschaft im Jahre 1906. Das Werk wurde beständig ausgebaut und modernisiert, 1938 erfolgte der Zusammenschluss mit der Alpinen-Montangesellschaft (ÖAMG) unter dem Dach der Reichswerke AG Hermann Göring. Im Zweiten Weltkrieg diente die KESTAG der Rüstungsindustrie und fertigte u. a. Panzerteile für den Panther (abgeliefert ab 1943).

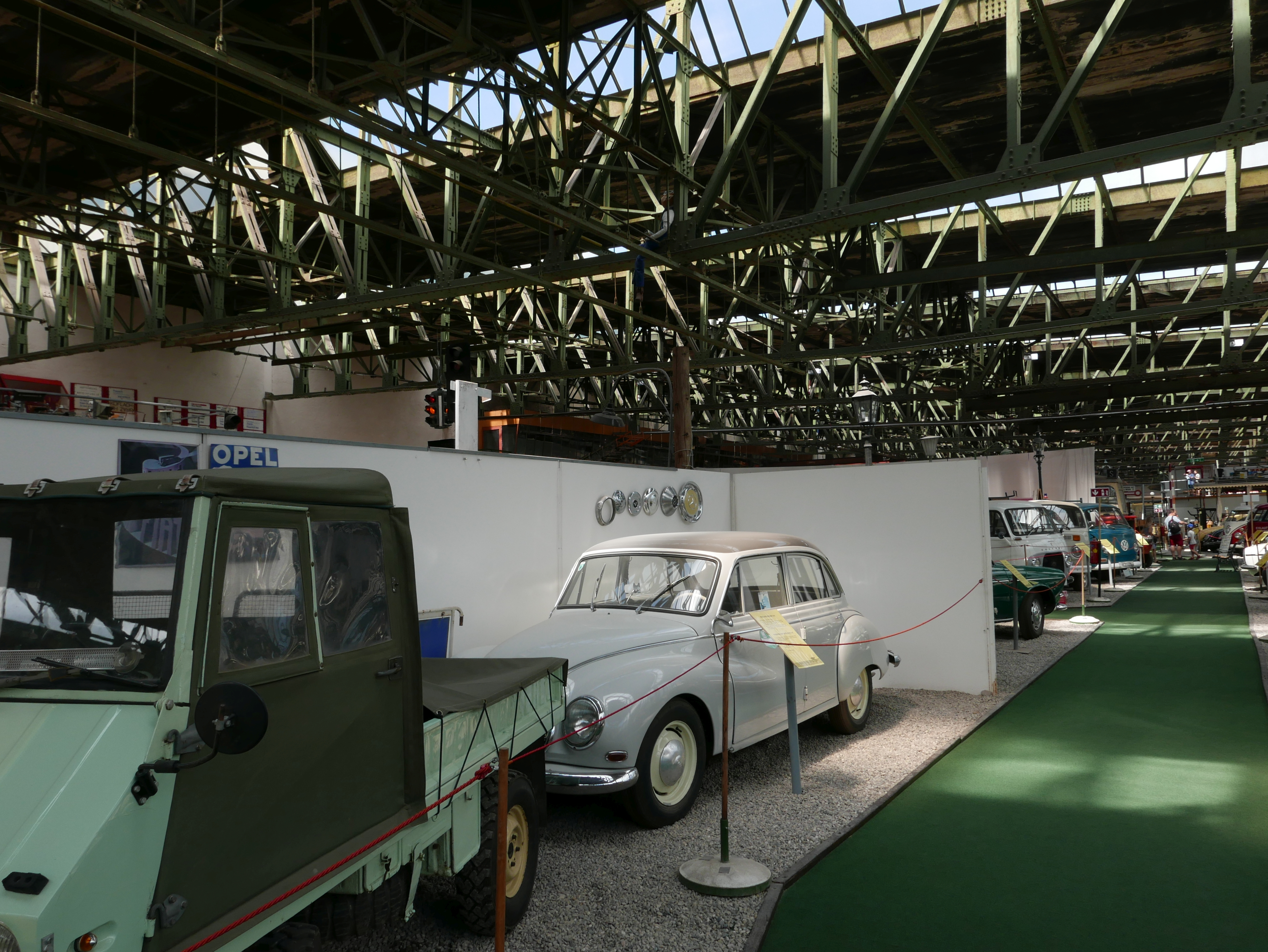
Technikmuseum Historama in den ehemaligen Werkshallen

Auch nach der nach dem Krieg erfolgten Verstaatlichung blieb die KESTAG ein Teil der ÖAMG und seit 1973 der Voestalpine. Die KESTAG wurde 1979 durch Fusion mit dem Werk St. Aegyd a. Neuwalde (ehemals Teil der St. Egydyer Eisen- und Stahlindustriegesellschaft) in die VOEST-ALPINE Werkzeug und Draht AG eingebracht. Seit 1983 gehörte das Unternehmen gemeinsam mit dem ehemaligen Felten & Guilleaume-Werk in Bruck an der Mur zur VA-Tochter AUSTRIA DRAHT GmbH. Ende des Jahres 1985 wurde die Drahterzeugung in Ferlach geschlossen.
In den ehemaligen Werkshallen befindet sich heute das Technikmuseum Historama des Vereins Nostalgiebahnen in Kärnten.